# الوهیم

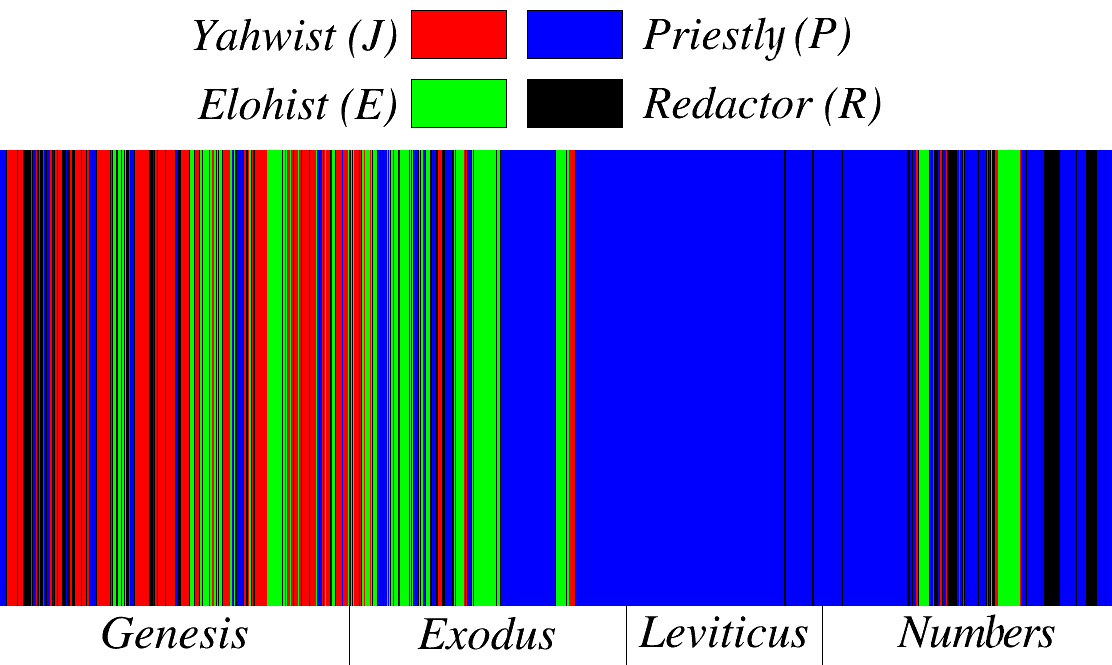
تاریخ‌پژوهان اعتقاد دارند تورات با استفاده از حداقل چهار منبع قدیمی‌تر نوشته شده و در این تصویر بخش‌های مختلف تورات که از هر منبع استفاده کرده‌اند (مطابق چینش ریچارد فرایدمن) دیده می‌شوند؛ یکی از مشخصه‌های دو منبع موسوم به روحانی و الوهیمی این است که خدای تورات را «الوهیم» نامیده‌اند و آیات تورات که از «الوهیم» استفاده کرده‌اند، ریشه در این دو منبع دارند.

اِلوهیم (به عبری: אֱלוֹהִים , אלהים) واژه‌ای عبری به معنای خدایان و صورت جمع اِلُوَه است. این لغت در تنخ، مجموعه کتب مقدس یهودیان، معمولاً (اما نه همیشه) به خدای اسرائیل اشاره دارد. در دیگر موارد، سایر خدایان (به صورت جمع) الوهیم نامیده شده‌اند. الوهیم سومین واژه‌ای است که در تورات آمده‌است. ترجمه‌های فارسی معمولا الوهیم را «خدا» ترجمه کرده‌اند.

## واژه‌شناسی
این واژه از جهت صرفی از واژهٔ عبریِ اِلُوَه (به عبری: אלוה) با پسوندِ جمع تشکیل شده‌است. سلیمان حییم آن را به معنی خدا، قاضی، فرشته و رسول دانسته‌است. معنی واقعی این واژه معمولاً موردِ مناقشه است. این واژه گاهی به صورت یک اسم مفرد آمده‌است؛ و معمولاً گمان می‌شود که به خدای واحد اسرائیل اشاره می‌کند؛ ولی در برخی موقعیت‌ها این واژه به‌عنوانِ جمعِ واژهٔ الوه و به معنی خدایانِ چندگانه یا فرزندانِ خدا آمده‌است. در برخی موقعیت‌ها معنیِ واژه از متن قابل استفاده نیست و به معنی موجودات قدرتمند، فرشتگان و حتی قضات نیز آمده‌است؛ که از متن چنین بر می‌آید که الوهیم به معنای قانونگذاران یا حاکمان انسانی آمده باشد.

## الوهیم در اساطیر سوریه باستان
در اساطیر سوریه باستان، الوهیم فرزندان اِل بودند، که برترین و رئیس آنان، (ال علیون)، حداد نام داشت، که توسط مردم به بعل (رئیس) شناخته می‌شد. دشمن الوهیم، «یم»، اولین مخلوق ال، بود.

## الوهیم در کتاب مقدس
در فرازهای مختلف کتاب مقدس گاهی کلمات متفاوتی برای ترجمه این کلمه به کار رفته‌است. در عهد جدید سریانی، کلمه اَلوها (به سریانی: ܐܠܗܐ)، در موقعیتهایی که کلمه عبری الوهیم از عهد عتیق نقل شده‌است، آمده‌است. همچنین در برخی اناجیل حاوی اسامی مقدس، نیز کلمه الوهیم به عنوان ترجمه کلمه تئوس (به یونانی: θεος) از متن یونانی مورد استفاده قرار گرفته‌است و عیسی مسیح نیز خود را فرزند الوهیم خوانده‌است.
در جدول زیر برخی آیات که ترجمه متفاوتی از این کلمه دارند جمع‌آوری گردیده‌است:
| شماره آیه        | ترجمه                                   | ترجمه آیه |
| ---------------- | --------------------------------------- | --- |
| پیدایش ۱:۱       | فارسی قدیم                              | در ابتدا، خدا آسمانها و زمین را آفرید.                                                                                             |
| پیدایش ۱:۲۷      | ترجمه J. W. Etheridge از تارگوم اورشلیم | And the Word of the Lord (jahweh) created man in His likeness, in the likeness of the presence of the Lord (jahweh) He created him |
| خروج ۲۲:۲۸       | ترجمه Darby                             | Thou shalt not revile the judges (Elohims), nor curse a prince amongst thy people.                                                 |
| خروج ۳۲:۱۷       | فارسی قدیم                              | برای دیوهایی که خدایان نبودند، قربانی گذرانیدند، برای خدایانی (الوهیم‌هایی) که نشناخته بودند …                                      |
| تثنیه ۱۰:۱۷      | فارسی قدیم                              | زیرا که یهوه خدای شما خدای خدایان (الوهیم‌ها) و رب‌الارباب، و خدای عظیم و جبار ومهیب است…                                            |
| اول سموئیل ۲۸:۱۳ | عصر جدید                                | پادشاه به او گفت: «نترس. چه می‌بینی؟» زن گفت: «یک روح (الوهیم) را می‌بینم که از زمین بیرون می‌آید.»                                   |
| مزامیر ۸:۵       | فارسی قدیم                              | تو مقام او (انسان) را فقط اندکی پایین‌تر از فرشتگان (الوهیم‌ها) قرار دادی و تاج عزت و احترام را بر سر وی نهادی.                      |
| مزامیر ۸۲:۱      | ترجمه تفسیری                            | خدا(یهوه) در دادگاه آسمانی ایستاده‌است تا قضات (الوهیم‌ها) را به پای میز محاکمه بکشاند.                                              |
| مزامیر ۸۲:۶      | عصر جدید                                | من گفتم که شما خدایانید (الوهیم‌ها) و جمیع شما فرزندان حضرت اعلی                                                                    |

## الوهیم در رائلیان
رائلیان معتقدند الوهیم، در عبری باستان به معنی "کسانی که از آسمان فرود آمدند" بوده‌است و آن‌ها موجوداتی فضایی هستند که با اشیاء پرنده ناشناخته به زمین آمده‌اند و انسان را بر روی زمین با استفاده از علم ژنتیک ساخته‌اند و کلیه ادیان توسط آن‌ها به پیامبران القا شده‌است.

## الوهیم در کابالا
در متون کابالا دیدگاه نسبت به الوهیم نسبت به دیدگاه کلاسیک یهودیت متفاوت است. در این دیدگاه آیه پیدایش ۱:۱ که به صورت رایج به صورت «در ابتدا خدا آسمانها و زمین را آفرید» ترجمه می‌شود دارای ترجمه «در ابتدا آن (عین سوف) الوهیم را آفرید» است. از این رو کابالیستها تصور می‌کنند در مرحله اول آفرینش ایجاد الوهیم توسط عین سوف است و سپس الوهیم به خلق دنیا می‌پردازد. همچنین کابالیستها اعتقاد دارند چون در پیدایش ۱:۲۷ گفته می‌شود که «الوهیم مرد و زن را آفرید در تصویر خود» به معنی این است که الوهیم دوجنسه (مذکر-مونث) است. آنان اعتقاد دارند که اعمال انسان باعث متصل شدن دوباره دو نیمه مؤنث و مذکر خداوند می‌شود. نیمهٔ مذکر خداوند یهوه و نیمهٔ مؤنث شخینا است. از این رو رابطه این دو نیمه مانند رابطه عاشق و معشوق است و وظیفه انسان متصل کردن دوباره این دو نیمه به هم است.